# Мокрый Батай (станция)
Мо́крый Бата́й — железнодорожная станция, расположенная в посёлке Мокрый Батай Кагальницкого района Ростовской области на однопутной неэлектрифицированной линии Батайск — Сальск.

## История
26 сентября 1996 года на железнодорожном переезде станции произошло столкновение маневрового тепловоза и автобуса с детьми.

## Движение поездов
пригородное сообщение
| № поезда  | Маршрут                  |
| --------- | ------------------------ |
| 6830/6820 | Ростов-Главный — Куберле |
| 6819/6829 | Куберле — Ростов-Главный |

## Деятельность
Через станцию Мокрый Батай проходят грузовые поезда, а также производится маневровая работа на подъездных путях.